# Jeff Astle
Jeffrey Astle (Eastwood, 13 maggio 1942 – Burton upon Trent, 19 gennaio 2002) è stato un calciatore inglese, di ruolo attaccante.

## Carriera

### Club
Cominciò la sua carriera nel Notts County per poi trasferirsi al West Bromwich Albion per 25 000 sterline. Tra le file del West Brom militò gran parte della sua carriera, divenendo un beniamino dei suoi tifosi che lo soprannominarono “The King”. Il 18 maggio del 1968 consentì al West Bromwich Albion di vincere la sua quinta FA Cup con un goal negli extra-time a Wembley contro l'Everton. Nella stagione 1969-1970, con 25 gol, si laureò capocannoniere della First Division. Si ritirò dall'attività agonistica nel 1977.

### Nazionale
Cinque furono le convocazioni nella Nazionale inglese con cui prese parte ai Mondiali del 1970, giocati in Messico.

## Morte
Jeff Astle era famoso negli anni 60 proprio per il suo imperioso colpo di testa (i palloni del tempo erano prodotti in cuoio e con la pioggia risultavano ancora più pesanti), ma questa sua grande abilità gli costerà la vita. Secondo uno studio dell'università di Toronto, infatti, i colpi di testa gli avrebbero provocato piccoli e regolari traumi cranici al cervello, degenerati poi in demenza. Jeff Astle morì il 19 gennaio del 2002 al Queen's Hospital di Burton upon Trent, all'età di 59 anni. Ad Astle, 361 partite e 174 gol con la maglia del West Brom, è stato dedicato un ingresso a The Hawthorns, le Jeff Astle Gates, e persino la linea tranviaria che porta allo stadio del WBA, nella cittadina di Birmingham.

## Palmarès

### Club

#### Competizioni nazionali
- Coppa d'Inghilterra: 1

West Bromwich: 1967-1968
- Coppa di Lega inglese: 1

West Bromwich: 1965-1966